# Saving Forever for You
«Saving Forever for You» (рус. Храню навеки для тебя) — песня певицы Шанис, написанная Дайан Уоррен. Один из трёх синглов, выпущенных к альбому-саундтреку сериала «Беверли-Хиллз, 90210». Песня стала вторым и последним синглом, попавшим в топ-5 Billboard Hot 100, заняв 4-ю позицию. Тем не менее, композиция не появилась на сборнике Shanice: Ultimate Collection.

## Список композиций

### CD
1. Shanice — «Saving Forever For You» (Radio Edit) — 3:55
2. John Davis — «Theme From Beverly Hills, 90210» — 3:07
3. Shanice — «Saving Forever For You» (Album Version) — 4:27
4. Shanice — «Saving Forever For You» (Instrumental) — 4:27

### Vinyl
1. A — Shanice — «Saving Forever For You» (Radio Edit) — 3:55
2. B — John Davis — «Theme From Beverly Hills, 90210» — 3:07

Некоторые издания сингла включали в себя бонус — постер с изображением главных героинь с промофото ко 2 сезону шоу.

## Видеоклип
В музыкальном клипе на песню снялся актёр Брайан Остин Грин, играющий Дэвида Сильвера. Съёмки проходили в Лос-Анджелесе. Школа Torrance High вновь исполнила роль школы Западного Беверли.

## Позиции в чартах

### Еженедельные чарты
| Чарт (1992)                    | Позиция |
| ------------------------------ | ------- |
| Australia ARIA Singles Chart   | 25      |
| Dutch Mega Single Top 100      | 39      |
| UK Singles Chart               | 42      |
| U.S. Billboard Hot 100         | 4       |
| U.S. Billboard Hot R&B Singles | 20      |

### Годовые чарты
| Чарт (1993)            | Позиция |
| ---------------------- | ------- |
| U.S. Billboard Hot 100 | 33      |